# Naphrys xerophila
Naphrys xerophila är en spindelart som först beskrevs av David B. Richman 1981.  Naphrys xerophila ingår i släktet Naphrys och familjen hoppspindlar. Inga underarter finns listade i Catalogue of Life.